# Fantastico Weekend (programma radiofonico)
Fantastico Weekend è un programma radiofonico, in onda dal 2023, dal Sabato alla Domenica, dalle 7:00 alle 10:00 su R101 e in radiovisione su R101 TV ed è condotto da Rajae Bezzaz